# すまいるあき
すまいるあき（Smile Aki）は高知県安芸市久世町にある株式会社ウイルが運営する商業施設である。

## 概要
安芸市の中心部の久世町にある商業施設で、本町商店街と国道55号を結ぶ通称・スマイルストリート（旧・サンモール通り）に面している。店舗は5階建てであり、1階と2階は店舗のみ、3階と4階は店舗と立体駐車場、5階は屋上駐車場出入り口などがある。

## 歴史
1976年10月に協同組合「サンモール」として開業、1980年ごろには年間売上約8億円を記録し、年間2万人以上の来店があった。1991年に現在の建物に建て替えられたが、2003年11月に破産宣告、これをうけ核テナントであったフジ土佐安芸店が閉店を決定、2004年2月末に営業を終了した。のちに株式会社AKIが取得、2006年9月に「すまいるあき」としてプレオープン、同年11月にグランドオープンした。しかし、親会社の解散と入居店舗の撤退により株式会社AKIが自己破産し、高知県内でTSUTAYAを運営する株式会社ウイル(サニーマート系)に売却された。

## 主なテナント
2006年の開業直後には13店舗が入居していたが、一時は5店舗まで減少した。運営者がウイルへと変更後は10店舗ほどで推移している。
かつてはヴィレッジヴァンガードや西松屋、サンシャインなども入居していた。
一階
- ダイソー スマイル安芸店
- しゅしゅ・あんふあん

二階
- TSUTAYA 安芸店
- 谷川時計店
- 佐藤接骨院

三階
- お好み焼き 丸十

四階
- 日本司法支援センター法テラス安芸

## 交通アクセス
- 土佐くろしお鉄道ごめん・なはり線安芸駅下車
- 高知東部交通「商工会議所前」下車
- 安芸市元気バス「すまいるあき前」下車

## 周辺
- 高知地方裁判所安芸支部
- 安芸区検察庁
- 安芸本町郵便局
- 安芸商工会議所
- 安芸本町商店街